# Fernanda Pires da Silva
Fernanda Ferreira Pires da Silva GOM • GCM • ComMAI (Lisboa, 27 de agosto de 1926 – 11 de janeiro de 2020) foi uma empresária portuguesa. Fernanda Pires da Silva foi a fundadora e presidente do grupo Grão Pará, um conglomerado que negociava uma imobiliária, turismo, gestão de hotéis e indústria dos mármores.

## Biografia
Filha de Saturnino Pedro da Silva e de sua Deolinda Pires Ferreira e neta materna de Carlos Augusto Ferreira e de sua mulher Delfina Pires.
Ferndanda Pires da Silva teve o seu primeiro filho Abel em Lisboa, em 1946. Em 1950, ela partiu com Abel, de quatro anos, para o Brasil, onde fundou Grão Pará.
Foi Presidente do Grupo Grão-Pará. Como reconhecimento pelo empreendedorismo de ter construído - exclusivamente com capitais próprios - o Autódromo do Estoril, o mesmo acabou, como homenagem pela obra e reconhecimento pelo desporto automóvel português, por receber o seu nome.
A 16 de novembro de 1972 foi feita Comendadora da Ordem Civil do Mérito Agrícola e Industrial Classe Industrial, a 20 de fevereiro de 1989 foi feita Grande-Oficial da Ordem do Mérito e a 11 de março de 2000 foi elevada a Grã-Cruz da mesma Ordem.
De Abel de Moura Pinheiro é mãe do empresário Abel Saturnino da Silva de Moura Pinheiro (25 de abril de 1946), casado com Maria João de Lacerda de Barros Caetano (2 de maio de 1957), prima-sobrinha em segundo grau de Francisco José de Queirós de Barros de Lacerda, bisneta de Marcelo José das Neves Alves Caetano, sobrinha-bisneta de Henrique Teixeira de Queirós de Barros, trineta de João de Barros e tetraneta do 1.º Visconde da Marinha Grande e de Francisco Teixeira de Queirós, trineta de Frederico Ressano Garcia, filho bastardo do 1.º Visconde de Orta, e duas vezes prima-sobrinha-tetraneta do 1.º Barão de Nossa Senhora da Luz e 1.º Visconde de Nossa Senhora da Luz, com descendência.
De Alberto Teotónio Pereira (6 de julho de 1893 - 23 de junho de 1957) é mãe de João Paulo Teotónio Pereira (29 de julho de 1948 - 14 de setembro de 2001), casado com Ana Margarida Buzaglo Zagury, Judia Sefardita (4 de outubro de 1951), com descendência.